# 丘長春

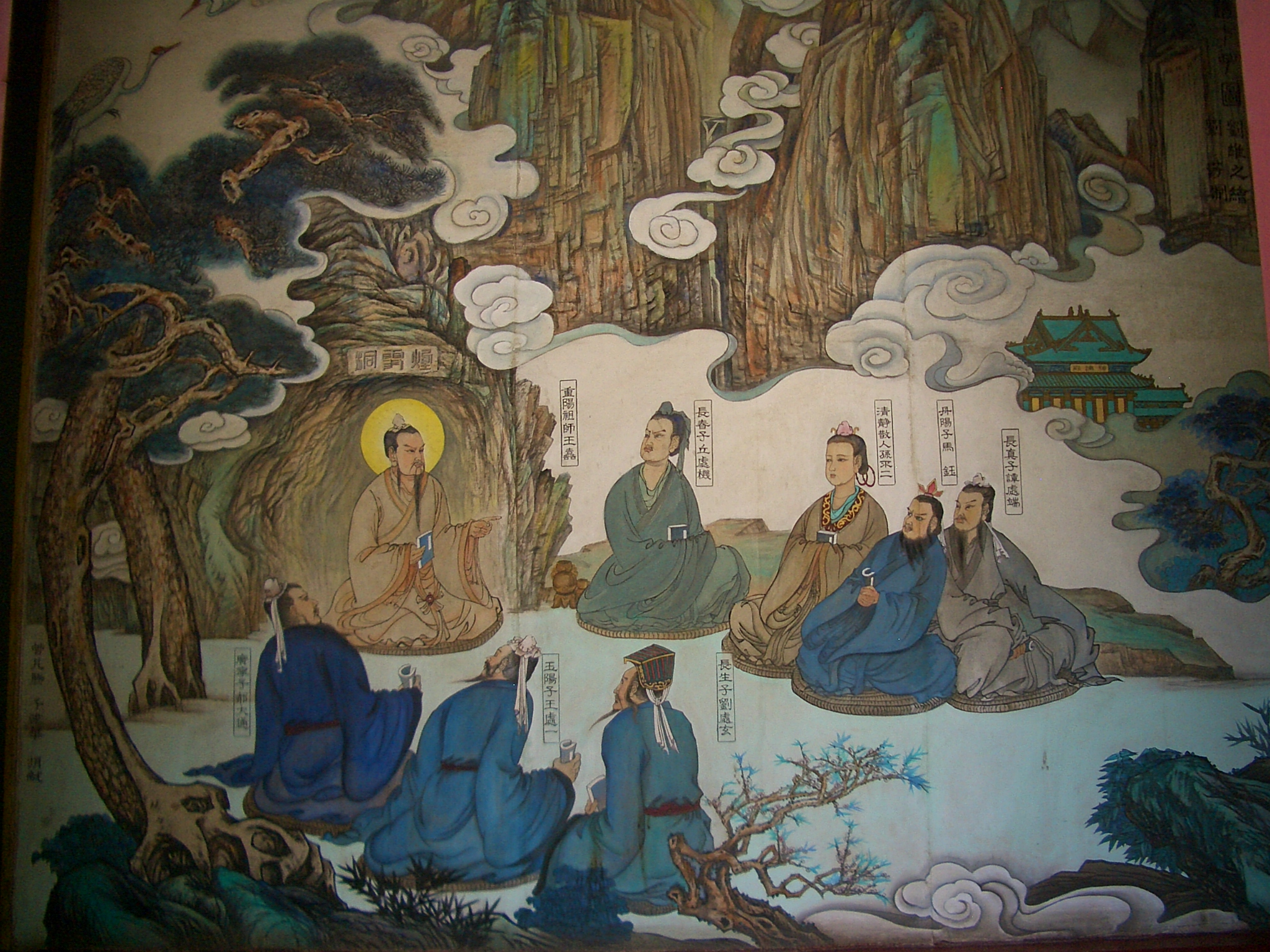
王重陽と北七真

丘 長春（きゅう ちょうしゅん、繁体字: 丘 長春; 簡体字: 丘 长春; 拼音: Qiū chángchūn; ウェード式: Ch'iu Ch'ang-ch'un、1148年2月10日（皇統8年1月19日） - 1227年8月22日（太祖22年7月9日））は、道教の一派の全真教の金末から元初の道士。
姓は丘、諱は処機（繁体字: 處機; 簡体字: 处机; 拼音: Chùjī; ウェード式: Ch'u-chi）、字は通密。道号は長春子（拼音: Chángchūnzi）、全真教における尊称として「長春真人」と呼ばれる。

## 経歴
登州棲霞県の出身で、全真教の開祖王重陽について学び、その高弟を指す「七真人」の中でも筆頭と目された。全真教の歴史において、開祖王重陽の実質的な後継者として教派を隆盛に導いたのは、丘長春の功績である。

### チンギス・カンからの招聘
また、1218年夏に勅使の劉仲禄から西アジア遠征中のチンギス・カンの招請を受けるや、その高齢を省みることなく弟子たちを引きつれて遠く西域まで赴いた。まず1221年4月に留守居役としてモンゴル本土のケルレン河畔に駐営していたテムゲ・オッチギンのオルドに至り、歓待されてオッチギンから牛馬百余頭と車十台を贈られてチンギス・カンの行宮がある西へ向けて出発した。勅使の劉仲禄に伴われモンゴル高原からアルタイ山脈に向かい、さらに8月半ばにウリヤスタイ西南の阿不罕山でチンカイの出迎えを受け、9月中旬には天山山脈麓のビシュバリクに至った。9月末から10月初めにかけてアルマリクからタラス川に至り、12月3日にはサマルカンドに到着し、太師の耶律阿海らの歓待を受けた。当時チンギス・カンはアフガニスタン方面を転戦していたため、劉仲禄らの進言によって丘長春一行は春になるまでサマルカンドに留まることになった。翌1222年4月中旬にチンギス・カンから面謁するよう指示が来たため、劉仲禄の伴われ門人5・6人とともにサマルカンドから南下し、ケシュ（シャフリサブス）でボオルチュ率いる甲士千人の護衛を受けて、5月16日にチンギス・カンのオルドに到着。翌日の1222年5月17日、現在のアフガニスタンのヒンドゥークシュ山脈の北部らしい喝剌播得（カラ・ホト）という場所でチンギス・カンに拝謁した。そこで不老長生の秘訣を問うたチンギスに、「衛生の道はあるも、長生の薬はありません」と答え、全真教の教えを説いたことでも広く知られている。
この時、チンギス・カンが通訳を介して丘長春について、「人々が騰格里蒙古孔（テングリ・モンゲクン）と呼んでいるが、自ずから呼ばれるのか人がそのように称するのか」と問われた時、「自称ではなく人がそう呼ぶのみです」と答えたという。通訳が再び、昔はどのように呼ばれていたのかと問うと、王重陽のもとで学んだ4人のうち3人が他界して自分1人残っていること、人々が自分を先生と呼んでいることを答えた。そこでチンギス・カンがチンカイに「真人を何と呼ぶべきだろうか」と問うと、チンカイは「人々は師を尊んで、父師・真人・神仙などと呼んでおります」と答えると、チンギス・カンは「今後は神仙と呼ぶのがよかろう」と言ったと『長春真人西遊記』では伝えている。
また、太師の耶律阿海・耶律楚材らの功績を褒め称えた。
チンギス・カンはこの労に報いて丘長春にモンゴル帝国の占領地における全真教保護の特許を与えた。丘長春の弟子であった李志常（1193年 - 1256年）撰『長春真人西遊記』・『玄風慶会録』は、その西域遊方の時の記録であり、一行が旅程で通過した当時のモンゴル高原および中央アジアに関する非常に貴重な情報となっている。なお、著書のタイトルのおかげで、孫悟空の「西遊記」の作者と広く誤解されていた。
丘長春は西域から帰国後、燕京（北京）にある長春宮（天長観）に住して広く大衆の信仰を集め、その地で没した。

## 名言
『長春真人西遊記』によると、チンギス・カンから「遠路はるばる来られたからには、朕に役立つ長生の薬を、何かお持ちになられたのであろうか」と下問された丘長春は、
「衛生の道あり、されど長生の薬なし」（原文：「有衛生之道、而無長生之薬」）
と喝破した。
不老不死の薬など迷信に過ぎない、養生の道こそが大切である、という意味である。

## 伝記資料
- 『元史』巻二百二
- 『新元史』巻二百四十三

## フィクション
- 井上靖『蒼き狼』
- 金庸『射鵰英雄伝』『神鵰剣俠』 - 全真教を率いる「全真七子」の一人として当初より登場。頭に血が上りやすいが義に厚い武術の達人として描かれる。当然、史実とはかなり異なるが、丘処機の名を多くの人に広める結果となった。
- 陳舜臣『耶律楚材』集英社、集英社文庫、1997。